# Улица Серова (Симферополь)

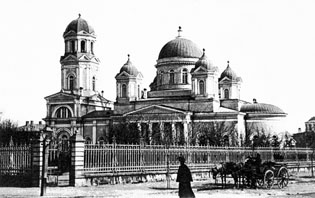
Александро-Невский собор со стороны Соборного переулка

Улица Серова — улица в Центральном районе Симферополя. Названа в честь композитора Александра Серова. Общая протяжённость — 150 м.

## Расположение
Улица находится в центре Симферополя. Находится между улицами Александра Невского и Карла Маркса. Общая протяжённость улицы составляет 150 метров.

## История

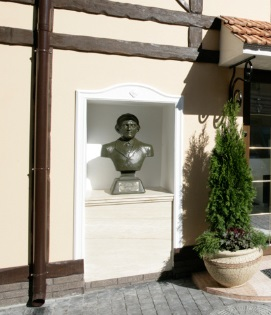
Бюст Александра Серова, 2014 год

Первоначально улица была Соборным переулком, поскольку находилась рядом с Александро-Невским собором. В марте 1904 года переулок был преобразован в улицу, названную в честь русского композитора Александра Серова (1820—1871). Известный музыкант неоднократно исполнял свои произведения в помещении комплекса магазинов «Гостиного двора», выстроенного в середине XIX века на территории между современными улицами Серова, Карла Маркса, Пушкина и Александра Невского.
Во время немецкой оккупации в 1941—1944 сохранила своё название (нем. Serow-strasse). После войны улица была реконструирована. Тогда же на улице Серова располагалась автостанция в виде киоска. К 1983 году в доме № 8 работал проектно-конструкторский отдел службы радио и городской радиотрансляционной узел, который обслуживал 110 тысяч радиоточек города.
На территории улицы находится платная парковка. В 2017 году власти города объявили о намерении перекрыть шлагбаумами улицу для упорядочивания движения.

## Здания и учреждения
- № 2 — Здание отделения Азово-Донского коммерческого банка[9]
- № 16 — Выставочный зал и правление Отделения Союза художников России. Мемориальная доска в память члена правления Союза художников СССР Леонида Лабенка[10].

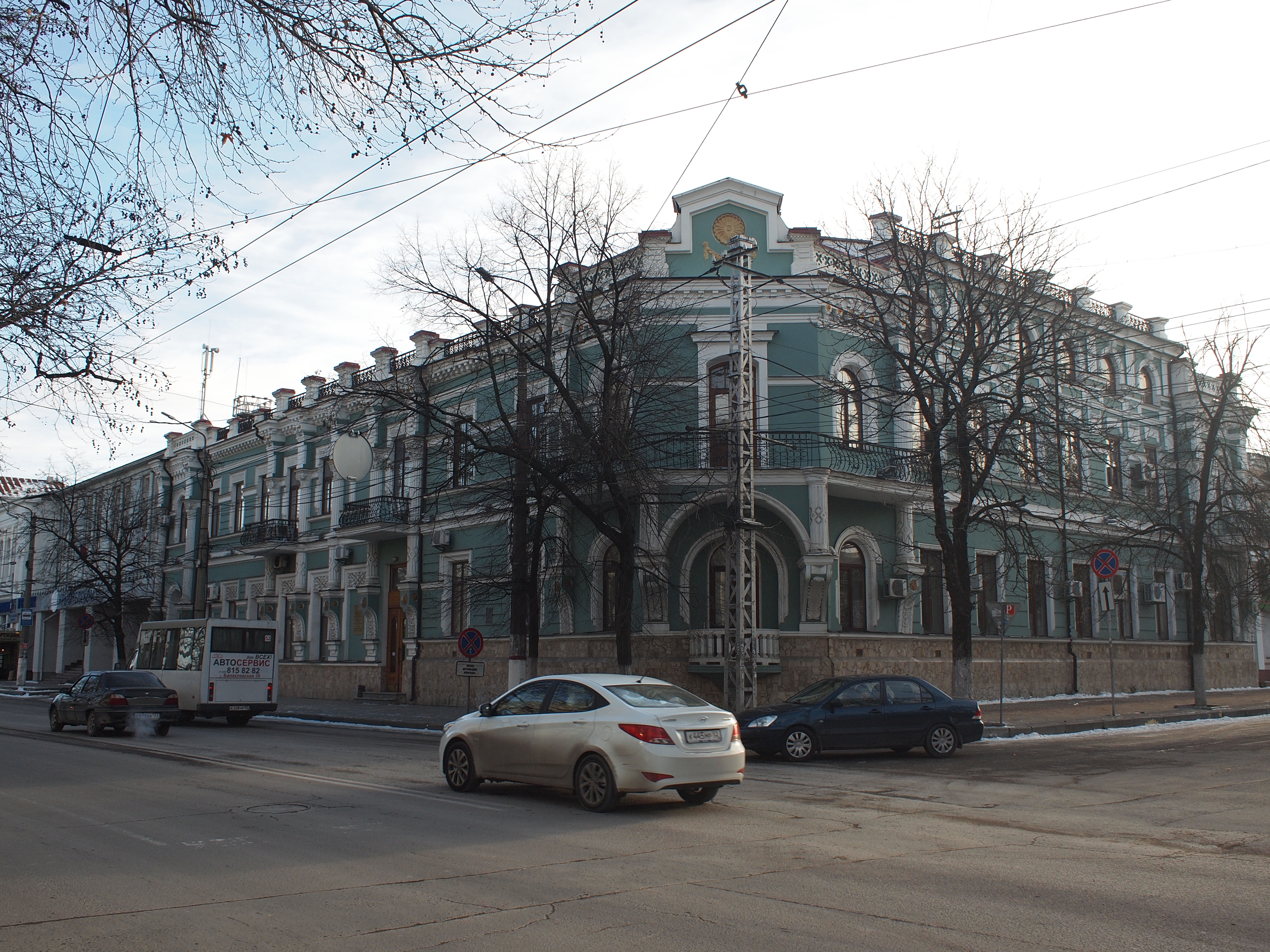
Библиотека им. Исмаила Гаспринского, 2013 год
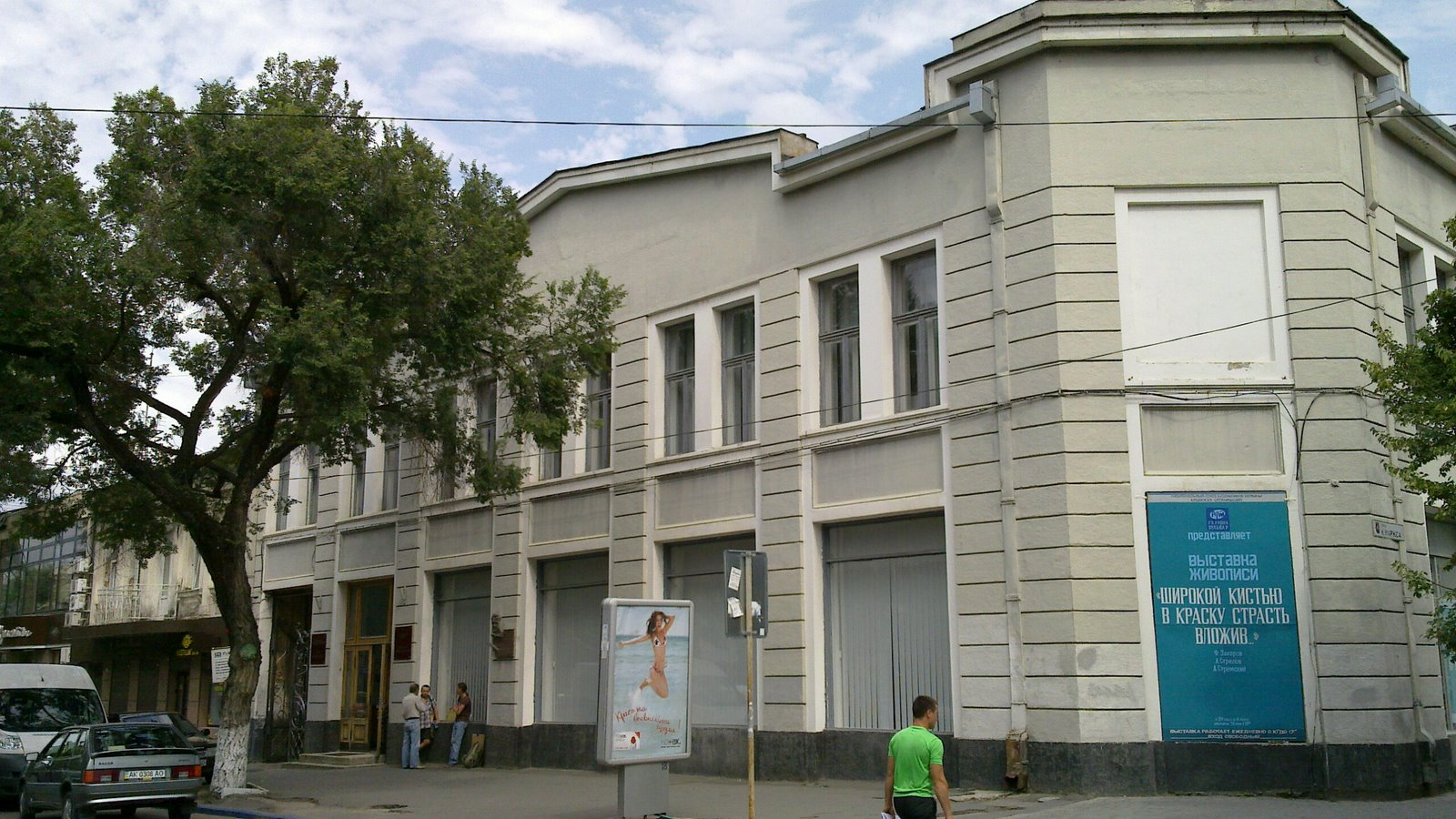
Дом художников, 2010 год

## Памятники
На доме № 14 установлен бюст Александра Серова.